# Zarand
Zarand es un municipio de la provincia de Kermán, Irán, a unos 75 km al noroeste de la capital de provincia Kermán. Cuenta con una población de alrededor de 30 000 habitantes. El 22 de febrero de 2005, un gran terremoto mató a cientos de residentes de Zarand, además de afectar a varias aldeas cercanas en el norte de la provincia. 
En 1973, la Unión Astronómica Internacional aprobó dedicar un cráter del planeta Marte a esta ciudad, conocido como Zarand.